# Слобода-Бушанська
Слобода-Бушанська — село в Україні, у Ямпільській міській громаді Могилів-Подільського району Вінницької області. Населення становить 134 особи.

## Історія
7 (20) листопада 1917 року, відповідно до Третього Універсалу Української Центральної Ради, увійшло до складу Української Народної Республіки.
12 червня 2020 року, відповідно до Розпорядження Кабінету Міністрів України № 707-р «Про визначення адміністративних центрів та затвердження територій територіальних громад Вінницької області», увійшло до складу Ямпільської міської громади.
19 липня 2020 року, в результаті адміністративно-територіальної реформи та ліквідації Ямпільського району, село увійшло до складу новоутвореного Могилів-Подільського району.

## Населення
Згідно з переписом УРСР 1989 року чисельність наявного населення села становила 133 особи, з яких 43 чоловіки та 90 жінок.
За переписом населення України 2001 року в селі мешкали 134 особи. 100 % населення вказало своєю рідною мовою українську мову.